# Acanthis (genre)
Pour les articles homonymes, voir Acanthis.
Cet article possède un paronyme, voir Acanthus.
Genre
Acanthis est un genre de passereaux qui regroupe trois sizerins.

## Étymologie
Le nom du genre fait probablement référence à la figure mythologique Acanthis, qui fut changée en oiseau avec ses trois frères, par Zeus et Apollon.

## Liste des espèces
D'après la classification de référence (version 12.2, 2022) du Congrès ornithologique international (ordre phylogénique) :
- Acanthis flammea (Linnaeus, 1758) – Sizerin flammé
- Acanthis cabaret (Müller, PLS, 1776) – Sizerin cabaret
- Acanthis hornemanni (Holbøll, 1843) – Sizerin blanchâtre